# صالحة دل آشوب سلطان
صالحة دل آشوب سلطان (بالتركية الحديثة: Saliha Dilaşub Sultan)، وكانت تلقب رسميًا دولتلو عصمتلو صالحة ول آشوب والده سلطان (السلطانة الأم) علية الشأن حضرتليري (حوالي سنة 1627 ـ 4 ديسمبر 1689) هي زوجة السلطان العثماني إبراهيم الأول، ووالدة خليفته السلطان سليمان الثاني، الذي كان ابنها الوحيد. كانت صربية الأصل، واسمها الأصلي كاترينا.

## أبناؤها
1. سليمان الثاني.
2. أم كلثوم سلطان.
3. عائشة سلطان.